# Prawdziwe serce
Prawdziwe serce (ang. True Heart) – amerykański film przygodowy z 1997 roku, w reżyserii Catherine Cyran. Film był kręcony w plenerach Kolumbii Brytyjskiej w Kanadzie.

## Opis fabuły
Nastoletnie rodzeństwo, Bonnie i Sam, przeżyło katastrofę samolotu w sercu kanadyjskiej puszczy. Spotyka ich tubylczy Amerykanin Khonanesta, który pomaga im przetrwać w dziczy i odnaleźć rodziców, wiodąc ich przez puszczę z dala od kłusowników i objaśniając im przy tym prawa natury.

## Obsada (główne role)[2]
- Kirsten Dunst – Bonnie
- Zachery Ty Bryan – Sam
- August Schellenberg – Khonanesta